# Pacyfikacja Republiki Tarnobrzeskiej
Pacyfikacja Republiki Tarnobrzeskiej – pacyfikacja przeprowadzona przez oddziały Wojska Polskiego na terenie Republiki Tarnobrzeskiej w styczniu 1919 roku. Wydarzenie to jest uznawane przez historyków za kres jej istnienia.

## Tło
W odpowiedzi na rozpad Monarchii Austro-Węgierskiej władze w powiecie tarnobrzeskim objął Powiatowy Komitet Samoobrony. Nieobecni w jego składzie ludowcy sprzeciwili się jego władzy i utworzyli oparty na rządach wieców radykalny ruch chłopski nazywany Republiką Tarnobrzeską. Ruch domagał się m.in. parcelacji gruntów rolnych, upaństwowienia przemysłu i lasów, oddania władzy w ręce chłopów itp. Swoje decyzje podejmował na wiecach. W powiecie i jego okolicach trwała dwuwładza, a Powiatowy Komitet Chłopski przez pewien czas stanowił radę przyboczną komisarza PKL na powiat tarnobrzeski.
Sam ruch był niejednorodny i składał się z dwóch nurtów – pierwszego związanego z lewicowymi radykalnymi politykami chłopskimi oraz wiecami i drugiego, który składał się z band i dezerterów nastawionych na rozboje i rabunek. Już w czasie pierwszego wiecu Republiki 6 listopada 1918 roku uchwalono usunięcie posterunków dawnej austriackiej żandarmerii i zastąpienie ich milicjami gminnymi. Z polecenia zarządzającego żandarmerią Tomasza Dąbala dotychczasowe posterunki bezpieczeństwa publicznego zastąpiono milicjami wiejskimi, w skład których weszli również ludzie powiązani z Dąbalem, niecieszący się dobrą opinią. Dodatkowo po stronie Republiki stały tzw. czerwone gwardie (uzbrojone bandy) i zielone kadry składające się z dezerterów z dawnej armii austriackiej. Bandy dezerterów stanowiły główną siłę ruchu, stając się swoistą gwardią przyboczną przywódców republiki. Ponadto w okolicy powstawały niezależne od wszelkich ośrodków władz i powołane do samoobrony straże wiejskie. Żadna z tych sił nie podlegała jednak bezpośrednio przywódcom Republiki i nigdy nie zorganizowano własnych oddziałów zbrojnych podległych przywódcom Republiki i sprawujących pełną kontrolę nad powiatem. Tzw. czerwonej gwardii brakowało wspólnego dowództwa i kierownictwa politycznego.

## Pierwsza pacyfikacja
Na skutek rozbrajania żołnierzy i żandarmów austriackich i rozgrabienia magazynu wojskowego w Rozwadowie wiele sztuk broni palnej znalazło się w rękach ludności cywilnej. Komisarz PKL na powiat tarnobrzeski dr Łącki i stojący na czele żandarmerii rotmistrz Stanisław Borowiec w związku z atakami na wojsko w powiecie zwrócili się do Komendy Wojska Polskiego w Krakowie o przysłanie posiłków. Komenda przysłała na teren powiatu jedną kompanię asystencyjna z Wadowic i około pięćdziesięciu żandarmów. 20 listopada 1918 roku rozpoczęła się przeprowadzana przez te oddziały i miejscową żandarmerię tzw. pierwsza pacyfikacja powiatu. Wojska wyprawiły się do Chmielowa, gdzie aresztowały kilkanaście młodych osób podejrzanych o rabunek, do Turbi i Pława oraz wsi parafii grębowskiej (ludność tamtych okolic odpowiadała za napady rabunkowe na Tarnobrzeg i Rozwadów). We wsiach przeprowadzono rewizje, wymierzono karę chłosty i zagrożono spaleniem wsi. Oddziały wojska zdobyły dwa karabiny maszynowe dotychczasowo znajdujące się wśród mieszkańców wsi i kilkaset karabinów. Wojsko w czasie rewizji zabierało chłopom słoninę, chleb i inne artykuły żywnościowe w sposób nazywany rabunkowym, a na weselu w Jamnicy wojsko pobiło wszystkich obecnych na nim mężczyzn. Komendant wojskowy powiatu tarnobrzeskiego podpułkownik Wróblewski nakazał oddziałom karnym żywić się na koszt gmin, w których doszło do aktów bezprawia. W większości prześladowaniami objęto osoby niezaangażowane w działania rabunkowe, bowiem zwolennicy Republiki Tarnobrzeskiej, przedstawiciele czerwonych gwardii i zielonych kadr w obawie przed represjami w czasie tych wydarzeń chronili się w nieprzeszukiwanych przez wojsko lasach. W czasie tej pacyfikacji wsie nie stawiały zorganizowanego oporu – biorący udział w napadach i rabunkach ukrywali się w lasach. Pod zarzutem brania udziału w rozbojach i rabunkach aresztowano kilkadziesiąt osób, które w większości z powodu braku dowodów zostały zwolnione z aresztu po kilku miesiącach. Akcja pacyfikacyjna odniosła nikłe skutki pod względem zdobytej przez wojsko broni, poskutkowała jednak radykalizacją nastrojów społecznych i wzrostem nieufności ludności powiatu tarnobrzeskiego do wojska.

## Nastroje przed pacyfikacją
20 grudnia odpowiedzialne za pierwszą pacyfikację kompania wadowicka i oddział 50 żandarmów opuściły Tarnobrzeg przed świętami Bożego Narodzenia. W związku z osłabianiem sił wojskowych w regionie chłopi zaczęli organizować się w oddziały, które mogły w razie potrzeby wygnać wojsko z okolicy. Zakładano tzw. czerwone gwardie i ustalano plany wspólnej obrony. 8 stycznia 1919 roku chłopi z Mokrzyszowa na czele z nowym wójtem zaatakowali spichlerz dworski hrabiego Tarnowskiego, gdzie zmagazynowane było zboże z kontyngentów nakładanych przez rząd austriacki (w tym dostarczone przez ich wieś). Chłopi rozdzielili zdobyte zboże między siebie. Następnie w nocy z 8 na 9 stycznia na ten sam folwark napadła ludność Żupawy zabierając 31 krów, 10 jałówek, kilka koni, 2 wozy i 240 kwintali ziemniaków. Był to pierwszy rabunek mienia dworskiego skierowany przeciw obszarnikom w czasie istnienia Republiki Tarnobrzeskiej. Hrabia Tarnowski wysłał swój własny oddział do walki z mieszkańcami wsi, jednak na pomoc Żupawianom przyszli mieszkańcy Jeziórka, którzy wyparli oddział Tarnowskiego i 50 ludzi pod dowództwem rotmistrza Borowca. Potem dołączyli do nich mieszkańcy Stalów. Tak zorganizowana grupa, aby zdobyć potrzebną broń, rozbroiła posterunek w Grębowie i skierowała się w kierunku dworu Dolańskich w tej miejscowości. W pobliżu dworu doszło do wymiany strzałów, jednak nikt nie został ranny. Napady na dwór Dolańskiego miały miejsce 10 i 11 stycznia i brała w nich udział ludność Miętnego, Wydrzy, Klonowego, Krawców, Zapolednika, Jamnicy i Grębowa. W ich trakcie z folwarku zabrano siano, słomę, bydło, konie, zboże, mąkę, urządzenia rolnicze, narzędzia kowalskie, inwentarz żywy itp. Uczestnicy tych wydarzeń deklarowali, że ich ostatecznym celem było przejęcie władzy w powiecie i przeprowadzenie reformy rolnej.
W związku z tymi wydarzeniami 9 stycznia 1919 roku władze tarnobrzeskie wysłały depeszę do Polskiej Komisji Likwidacyjnej w Krakowie z prośbą o pilną pomoc wojskową.

## Pacyfikacja
Kilka dni po depeszy do powiatu przybyły przysłane wojska. Pacyfikację przeprowadzały żandarmeria powiatowa i lotna, posiłkowane przez 5 kompanii wojska. W czasie pacyfikacji oddziały chodziły od wsi do wsi i przeprowadzały rewizje, konfiskując zrabowane mienie i ukrytą broń. Winnych karano chłostą (od 25 do 50 kijów), niekiedy w ten sposób traktowano całe gminy, stosując odpowiedzialność zbiorową. W czasie pacyfikacji za kradzieże, rabunki i napady na dwory aresztowano około 350 osób, wychłostano około 4000, a zabito kilkanaście. Oddziały wojskowe żywiły się na koszt gmin, w których rezydowały. Uczestnicy tzw. czerwonej gwardii, czyli band chłopskich odpowiedzialnych za napady na dwory, po kilku przegranych potyczkach z wojskiem ukryli się w lasach. Przeprowadzano sądy doraźne, w których zginęła co najmniej jedna niewinna osoba. W czasie akcji pozyskano około 2000 sztuk karabinów. Ludność w niektórych wioskach przeciwstawiła się zbrojnie i stawiła zorganizowany opór, represje stosowane przez wojsko były dotkliwe i w czasie pacyfikacji dochodziło do nadużyć, a w ich wyniku najmocniej ucierpiały szczególnie popierające ks. Okonia i Dąbala wioski lasowiackie.

## Skutki

Zwycięskie listy i ich wyniki w wyborach parlamentarnych w Polsce w 1919 roku - okręg tarnobrzeski jest okręgiem, w którym PSL-Lewica uzyskała najwyższy wynik

Pacyfikacja Republiki Tarnobrzeskiej uznawana jest za symboliczny kres istnienie Republiki. W jej wyniku na terenie powiatu tarnobrzeskiego zakończyły się napady na dwory i folwarki, ilość broni w rękach cywili w powiecie zmniejszyła się, przywrócono ogólne poszanowanie własności i zewnętrzny ład społeczny. Dotychczasowe instytucje Republiki i czerwone gwardie zaczęły tracić na swoim znaczeniu. Tym niemniej pacyfikacja nie zmieniła nastrojów społecznych i politycznych chłopów, a nawet je zradykalizowała. Poparcie Eugeniusza Okonia i Tomasza Dąbala wśród chłopów wzrosło, czego dowodem były ich wyniki w wyborach do Sejmu w 1919 roku (obaj uzyskali mandat poselski, a lista PSL-Lewicy odniosła w okręgu spektakularny sukces).
Jeszcze wiele miesięcy po pacyfikacji okoliczni chłopi pisali pisma do Warszawy z wnioskami o zwrot zabranego przez wojska dobytku, a tematyka brutalności pacyfikacji pojawiała się w wystąpieniach sejmowych Tomasza Dąbala i Eugeniusza Okonia.